# Osthouse
Osthouse is een gemeente in het Franse departement Bas-Rhin (regio Grand Est). De plaats maakt deel uit van het arrondissement Sélestat-Erstein. Osthouse telde op 1 januari 2022 955 inwoners.

## Geografie
De oppervlakte van Osthouse bedroeg op 1 januari 2022 9,72 vierkante kilometer; de bevolkingsdichtheid was toen 98,3 inwoners per km².

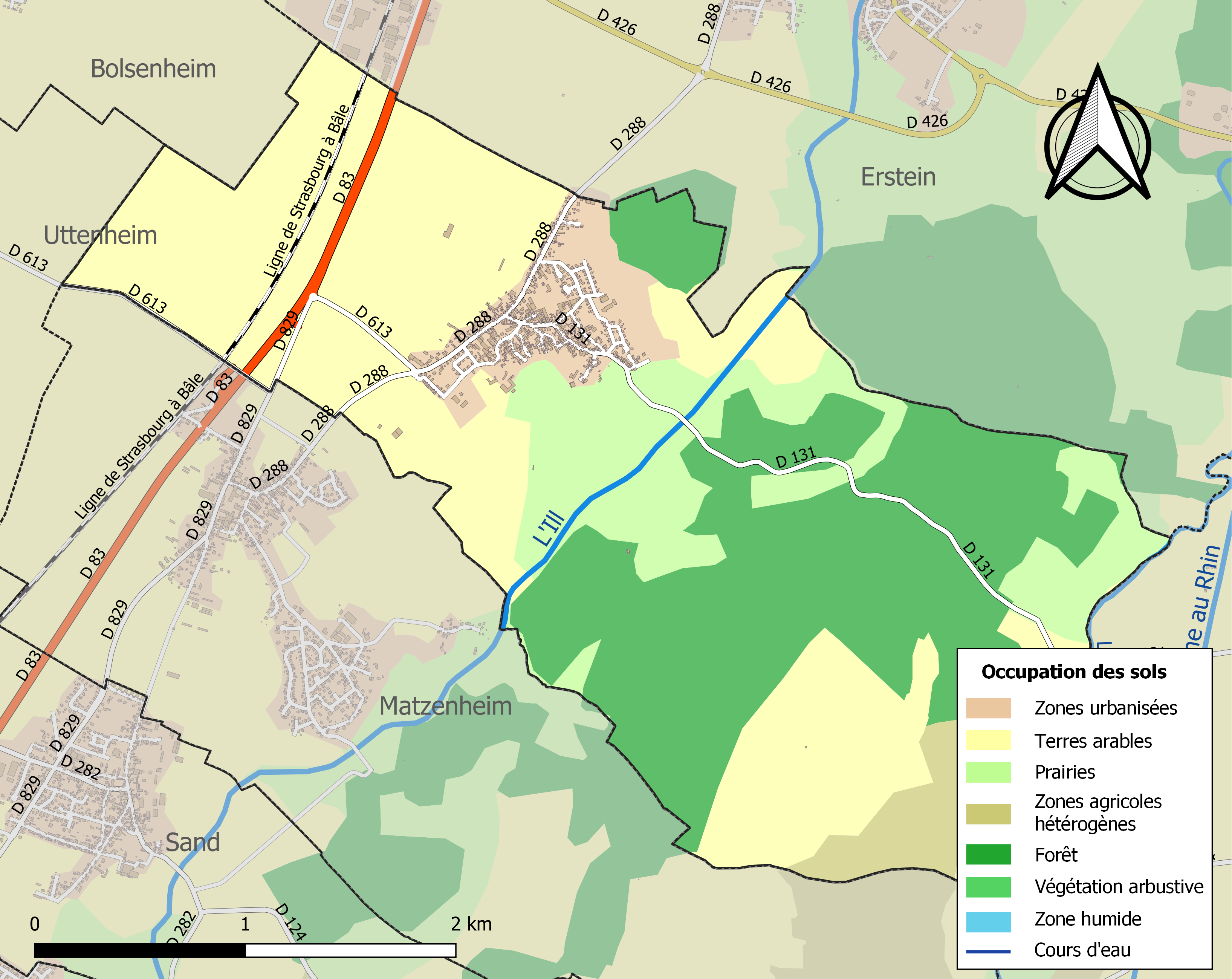
Kaart van de gemeente met de belangrijkste infrastructuur, bodemgebruik en omliggende gemeenten

## Demografie
Onderstaande figuur toont het verloop van het inwonertal (bron: INSEE-tellingen).